# ساندوكان (رسوم متحركة)
ساندوكان مسلسل رسوم متحركة اسباني ايطالي كوري حكايته مبنية على رواية ساندوكان للكاتب الإيطالي إيميليو سالغاري، عرض لأول مرة عام 1998 يتكون من 26 حلقة وتمت دبلجة المسلسل للغة العربية بواسطة إستديوهات غزال.

## روابط خارجية
- ساندوكان على موقع IMDb (الإنجليزية)
- ساندوكان على موقع قاعدة بيانات الفيلم (الإنجليزية)

- Sandokan (en italiano)
- Sandokan in cartone (en italiano)
- Sandokan in AntonioGenna.net (en italiano)